# لويز بينيت
لويز بينيت (بالإنجليزية: Louise Bennett-Coverley)‏ (و. 1919 – 2006 م) هي ممثلة، وشاعرة، ومغنية، ومؤلفة، ومقدمة تلفزيونية، ومقدمة برامج إذاعية، وفلكلورية، وكاتِبة جامايكية، ولدت في كينغستون، توفيت في تورونتو، عن عمر يناهز 87 عاماً.

## التعليم
تعلمت في الأكاديمية الملكية للفنون المسرحية، في تخصص تمثيل (حتى 1946).

## جوائز
حصلت على جوائز منها:
- جائزة المنافسة العامة  [لغات أخرى]‏ (1946)
- قائد الفنون والآداب

## وصلات خارجية
- لويز بينيت على موقع IMDb (الإنجليزية)
- لويز بينيت على موقع الموسوعة البريطانية (الإنجليزية)
- لويز بينيت على موقع ميوزك برينز (الإنجليزية)
- لويز بينيت على موقع ديسكوغز (الإنجليزية)
- لويز بينيت على موقع قاعدة بيانات الفيلم (الإنجليزية)
- لويز بينيت في قاعدة بيانات الأفلام على الإنترنت